# 能勢邦之
能勢 邦之（のせ くにゆき、1934年（昭和9年）12月22日 - ）は、日本の政治家・元官僚。北海道岩見沢市出身。北海道岩見沢西高等学校卒業。北海道大学法学部卒業。1959年同大学院法学研究科修士課程修了。北海道岩見沢市市長（1990年-2002年）。

## 経歴
1959年自治省入省。茨城県・宮城県・静岡県・広島県の各県庁と本省を交互に務め、自治省財務局財務調査官、官房企画室長、広島県庁総務部長、自治省財政局交付税課長、官房審議官を歴任。1987年に退官。その後、自治体国際化協会専務理事として在職中に、郷里の実業家・勝井祐輔らに市長選出馬を要請された。
1990年10月、岩見沢市長に当選。以後連続3期務める。4期目を目指したが、渡辺孝一に敗れ落選。落選後、市の発注した公共工事の官製談合が発覚し岩見沢市議会にて追及を受けた。
2003年〜、アメリカテキサス州・ベイラー大学客員教授を務める。
2013年、岩見沢市名誉市民に推挙。
2022年、旭日中綬章受章。

## 主な業績
市政では豪腕で知られ、前市長国兼孝治の箱物行政によって、財政再建団体の一歩手前だった岩見沢市において「事業目的別予算」を策定。リストラや除雪費を抑制、市保有の土地住宅賃料未払いの督促強化等によって行財政を建て直した。財政調整基金も数十億を貯めるなど、手腕を発揮。「自他共に認める行政のプロ」と称された。また、同市の更なる人口増加を目指して札幌市を真似たまちづくりを構想し、公園を多く作り環境都市化構想を打ち出した。

### 施政方針
新しいふるさとづくり～水と緑と文化のプロムナードいわみざわ

### 施設・公園整備
- 岩見沢駅前再開発事業（駅舎新築などJR函館本線の高架化を前提に構想を進めていた）
- コミュニティプラザ・自治体ネットワークセンターの開設
- 温水プール・市営球場の移転新築
- いわみざわ公園再整備事業、鳩が丘記念緑地[5]はぎぞの緑地・ガーデンテラスの整備
- 東部丘陵地域振興事業ふるさと毛陽（メープルロッジ・毛陽交流センター・毛陽コロシアムなど）
- クリーン・グリーン作戦（1991年～）
- 花と緑のまちかどづくり（地域の生活道路整備）

### 地域情報化政策
- コミュニティFMはまなすジャパンの開局（1996年）
- 自治体ネットワークセンターの開設（1997年）
- 市内公共施設間に市独自の光ファイバーネットワーク構築（全長60km、155Mbps）
- いわみざわ公園内にテレワークセンター開設

## 親族
父は市立小学校の校長、市立女子職業学校の校長を経て、市政功労者表彰を受けた能勢実。兄はアメリカ・ベイラー医科大学教授で医学博士（北大）の能勢之彦、弟は元北海道大学教授で刑事訴訟法学者の能勢弘之。